# Mårten Olofsson
Mårten Olofsson var en svensk bonde och bonadsmålare, verksam i Hälsingland under 1500-talet. 
Han var son till bonden Olof Matsson och far till Gulich Mårtensson. Olofsson ägde gården Berglock i Forsa socken och var borgare i Hudiksvall. Han var verksam med bonadsmåleri i Hälsingland och är representerad med Hovrabonaden vid Hälsinglands museum i Hudiksvall.  